# Kup Nogometnog saveza Zadarske županije 2016./17.
Kup Nogometnog saveza Zadarske županije za sezonu 2016./17. se igra u proljetnom dijelu sezone. Pobjednik natjecanja stječe pravo nastupa u pretkolu Hrvatskog kupa u sezoni 2017./18. 

Kup je osvojio Dragovoljac iz Poličnika.

## Sudionici
U natjecanju sudjeluju 24 kluba, prikazani prema pripadnosti ligama u sezoni 2016./17.
| 3. HNL – Jug (III.) - Primorac, Biograd na Moru | 1. ŽNL Zadarska (IV.) - Bibinje, Bibinje - Croatia, Turanj, Sveti Filip i Jakov - Dalmatinac, Crno, Zadar - Dragovoljac, Poličnik - Hajduk, Pridraga, Novigrad - Hrvatski Vitez, Posedarje - NOŠK, Novigrad - Pakoštane, Pakoštane - Polača, Polača - Sabunjar, Privlaka - Škabrnja, Škabrnja - Velebit, Benkovac - Zemunik, Zemunik Donji - Zlatna Luka, Sukošan | 2. ŽNL Zadarska (V.) - Arbanasi, Zadar - Debeljak, Debeljak, Sukošan - Gorica, Gorica, Sukošan - Murvica, Murvica, Poličnik - Nova Zora, Sveti Filip i Jakov - Pag, Pag - Podgradina, Podgradina, Posedarje - Vrčevo, Glavica, Sukošan - Zrmanja, Obrovac |

Klub oslobođen nastupa zbog dovoljnog koeficijenta za Hrvatski nogometni kup, u kojem nastupa od šesnaestine završnice: 

3. HNL – Jug (III.)
- Zadar, Zadar

## Rezultati

### 1. kolo
| klub1                | klub2                         | rez.           |                                                     |
| -------------------- | ----------------------------- | -------------- | --------------------------------------------------- |
| Polača               | Dalmatinac Crno               | 3:0            |                                                     |
| Pakoštane            | NOŠK Novigrad                 | 2:0            |                                                     |
| Sabunjar Privlaka    | Primorac Biograd na Moru      | 0:2            |                                                     |
| Vrčevo Glavica       | Pag                           | 2:1            |                                                     |
| Dragovoljac Poličnik | Nova Zora Sveti Filip i Jakov | 9:1            |                                                     |
| Velebit Benkovac     | Bibinje                       | 3:3 (5:4 11 m) | Velebit prošao boljim izvođenjem jedanaesteraca     |
| Gorica               | Zlatna Luka Sukošan           | 1:1 (3:5 11 m) | Zlatna Luka prošla boljim izvođenjem jedanaesteraca |
| Podgradina           | Hajduk Pridraga               | 0:0 (5:4 11 m) | Podgradina prošla boljim izvođenjem jedanaesteraca  |

### 2. kolo
| klub1                    | klub2                    | rez. |  |
| ------------------------ | ------------------------ | ---- |  |
| Arbanasi Zadar           | Murvica                  | 2:1  |  |
| Polača                   | Croatia Turanj           | 4:0  |  |
| Zrmanja Obrovac          | Pakoštane                | 0:3  |  |
| Škabrnja                 | Podgradina               | 3:0  |  |
| Primorac Biograd na Moru | Zlatna Luka Sukošan      | 3:0  |  |
| Debeljak                 | Zemunik (Zemunik Donji)  | 1:4  |  |
| Velebit Benkovac         | Hrvatski Vitez Posedarje | 1:2  |  |
| Vrčevo Glavica           | Dragovoljac Poličnik     | 1:5  |  |

### Četvrtzaveršnica
| klub1                    | klub2                   | rez.           |                                                        |
| ------------------------ | ----------------------- | -------------- | ------------------------------------------------------ |
| Arbanasi Zadar           | Dragovoljac Poličnik    | 1:1 (3:4 11 m) | Dragovoljac prošao boljim izvođenjem jedanaesteraca    |
| Hrvatski Vitez Posedarje | Pakoštane               | 1:1 (3:2 11 m) | Hrvatski Vitez prošao boljim izvođenjem jedanaesteraca |
| Škabrnja                 | Zemunik (Zemunik Donji) | 2:2 (4:2 11 m) | Škabrnja prošla boljim izvođenjem jedanaesteraca       |
| Primorac Biograd na Moru | Polača                  | 4:2            |                                                        |

### Poluzavršnica
| klub1                    | klub2                    | rez.           |                                                        |
| ------------------------ | ------------------------ | -------------- | ------------------------------------------------------ |
| Hrvatski Vitez Posedarje | Škabrnja                 | 0:0 (4:5 11 m) | Hrvatski Vitez prošao boljim izvođenjem jedanaesteraca |
| Dragovoljac Poličnik     | Primorac Biograd na Moru | 1:1 (4:3 11 m) | Dragovoljac prošao boljim izvođenjem jedanaesteraca    |

### Završnica
| mjesto završnice | stadion | datum             | klub1                | klub2    | rezultat       |                                                          |
| ---------------- | ------- | ----------------- | -------------------- | -------- | -------------- | -------------------------------------------------------- |
| Zadar            | Stanovi | 31. svibnja 2017. | Dragovoljac Poličnik | Škabrnja | 1:1 (4:3 11 m) | Dragovoljac osvojio kup boljim izvođenjem jedanaesteraca |

## Poveznice
- Kup Nogometnog saveza Zadarske županije
- 1. ŽNL Zadarska 2016./17.
- 2. ŽNL Zadarska 2016./17.